# Marek Kulič
Marek Kulič (* 11. října 1975 Hradec Králové) je český fotbalový trenér a bývalý profesionální fotbalista, který hrával na pozici útočníka. Svou hráčskou kariéru ukončil v prosinci 2014 v klubu FC Hradec Králové. Mezi lety 2006 a 2008 odehrál také 12 utkání v dresu české reprezentace, v nichž vstřelil 3 branky.

## Klubová kariéra

### Mládež
Svoji fotbalovou kariéru začal v SK Hradec Králové, odkud přestoupil v roce 1991 do Slavie Hradec Králové. O rok později se stal hráčem Sokolu Malšovice a následně zamířil do Olympie Hradec Králové.

### Lázně Bohdaneč
V roce 1996 přestoupil do Lázní Bohdaneč, odkud odešel v létě 1999 na půlroční hostování do Drnovic.

### Příbram
V létě 1999 zamířil do Marily Příbram, v jejíž dresu odehrál čtyři sezóny a nastřádal více než 100 startů v ligových soutěžích.

### České Budějovice
V září 2003 vedly jeho kroky do Dynama České Budějovice.

### Mladá Boleslav
V letech 2005-2007 hrál za Mladou Boleslav

### Sparta Praha
Následně 2 sezony působil v pražské Spartě. S týmem získal v ročníku 2006/07 mistrovský titul.

### Mladá Boleslav (návrat)
V roce 2009 zamířil zpět do Mladé Boleslavi, kde podepsal dvouletý kontrakt.

### Hradec Králové
V lednu 2013 podepsal smlouvu s Hradcem Králové. V druholigové sezoně 2013/14 postoupil s Hradcem Králové do nejvyšší soutěže. V prosinci 2014 v zimní přestávce sezóny 2014/15 ukončil v klubu FC Hradec Králové profesionální kariéru. Útočník během své hráčské kariéry nastoupil do 389 utkání nejvyšší soutěže.

## Reprezentační kariéra
Kulič debutoval v A-mužstvu ČR 16. 8. 2006 v přátelském zápase proti týmu Srbska (prohra 1:2). Celkem odehrál v letech 2006–2008 za český národní tým 12 zápasů a vstřelil 3 góly.

### Reprezentační zápasy a góly
Zápasy Marka Kuliče v A-mužstvu české reprezentace
| Rok    | Zápasy | Góly |
| ------ | ------ | ---- |
| 2006   | 3      | 1    |
| 2007   | 8      | 2    |
| 2008   | 1      | 0    |
| Celkem | 12     | 3    |

Góly Marka Kuliče za A-mužstvo české reprezentace
| Gól | Datum        | Stadion                         | Soupeř     | Skóre (min.) | Výsledek | Soutěž                   |
| --- | ------------ | ------------------------------- | ---------- | ------------ | -------- | ------------------------ |
| 010 | 07. 10. 2006 | Stadion u Nisy, Liberec         | San Marino | 01:00 (15.)  | 7:0      | Kvalifikace na EURO 2008 |
| 02  | 07. 2. 2007  | Stadion krále Baudouina, Brusel | Belgie     | 00:20 (75.)  | 0:2      | přátelské utkání         |
| 03  | 17. 11. 2007 | Letná, Praha                    | Slovensko  | 02:0 0(76.)  | 3:1      | kvalifikace na EURO 2008 |

## Trenérská kariéra
V létě 2023 bylo oznámeno, že Kulič povede od letní přípravy na sezonu 2023/24 fotbalisty Mladé Boleslavi, u týmu působil předtím působil několik let jako asistent. Dosavadní kouč Pavel Hoftych v prvoligovém klubu zůstal a přesunul se na pozici sportovního manažera. I přes povedený start do sezóny se Mladé Boleslavi přestalo ke konci kalendářního roku 2023 dařit a na konci prosince byl Kulič se svými asistenty z klubu vyhozen. Roli nehrály jen neuspokojivé výsledky ze závěru první části sezony, kdy Středočeši získali v posledních pěti ligových zápasech jen bod, ale i nedostatečná komunikace realizačního týmu s vedením klubu a některými hráči.

## Osobní život
Je rozvedený, má dceru Nikolu a syna Marka.